# Aquiles de Alejandría
Aquiles de Alejandría (en griego antiguo: Ἀχιλλεύς Ἀλεξανδρεὺς, siglo II) fue un atleta olímpico de la Antigüedad nacido en Alejandría.
Resultó ganador de la carrera a pie del estadio (la longitud de un estadio eran aproximadamente 192 m) durante los 220.º Juegos Olímpicos en el 101. 
Eusebio de Cesarea lo menciona en su libro Crónica como campeón olímpico.